# Metarme
Metarme (en grec antic: Μεθάρμη) va ser, segons la mitologia grega, una filla de Pigmalió, rei de Xipre, i de Galatea.
En parlen diversos mitògrafs, però el que dona més informació és el Pseudo-Apol·lodor a la Biblioteca. Diu que Cínires, procedent de Síria, va arribar a Xipre amb un grup de colons i va fundar Pafos. Va prendre Metarme per esposa i van tenir dos fills, Adonis i Oxípor, i tres filles, Orsèdice, Laògore i Brèsia. Les noies van ser víctimes de la còlera d'Afrodita que les va obligar a prostituir-se amb tots els estrangers que passaven per Xipre, fins que van marxar a Egipte. Adonis, a qui Àrtemis odiava, va morir molt jove atacat per un senglar en una cacera.